# Anugerah Bintang Popular Berita Harian
Los Anugerah Bintang Popular Berita Harian, conocidos por el acrónimo ABPBH y originalmente llamados como Anugerah Pelakon/Penyanyi Popular - Nescafe Classic, son unos premios presentados anualmente por el periódico Berita Harian de Malasia para reconocer y galardonar la popularidad de celebridades malayas y personalidades de la industria del entretenimiento, incluyendo el cine, la televisión y la música. 

## Proceso de nominación
Las discográficas, estaciones de TV y de radio, y compañías de producción de películas son responsables de entregar una lista de nombres de artistas elegibles para competir en cada categoría. Los nominados pueden ser personal, celebridades, actores o cantantes que estén activos y hayan tenido una carrera consistente en su campo durante un periodo de tiempo.